# Lesben- und Schwulenbibliothek Düsseldorf

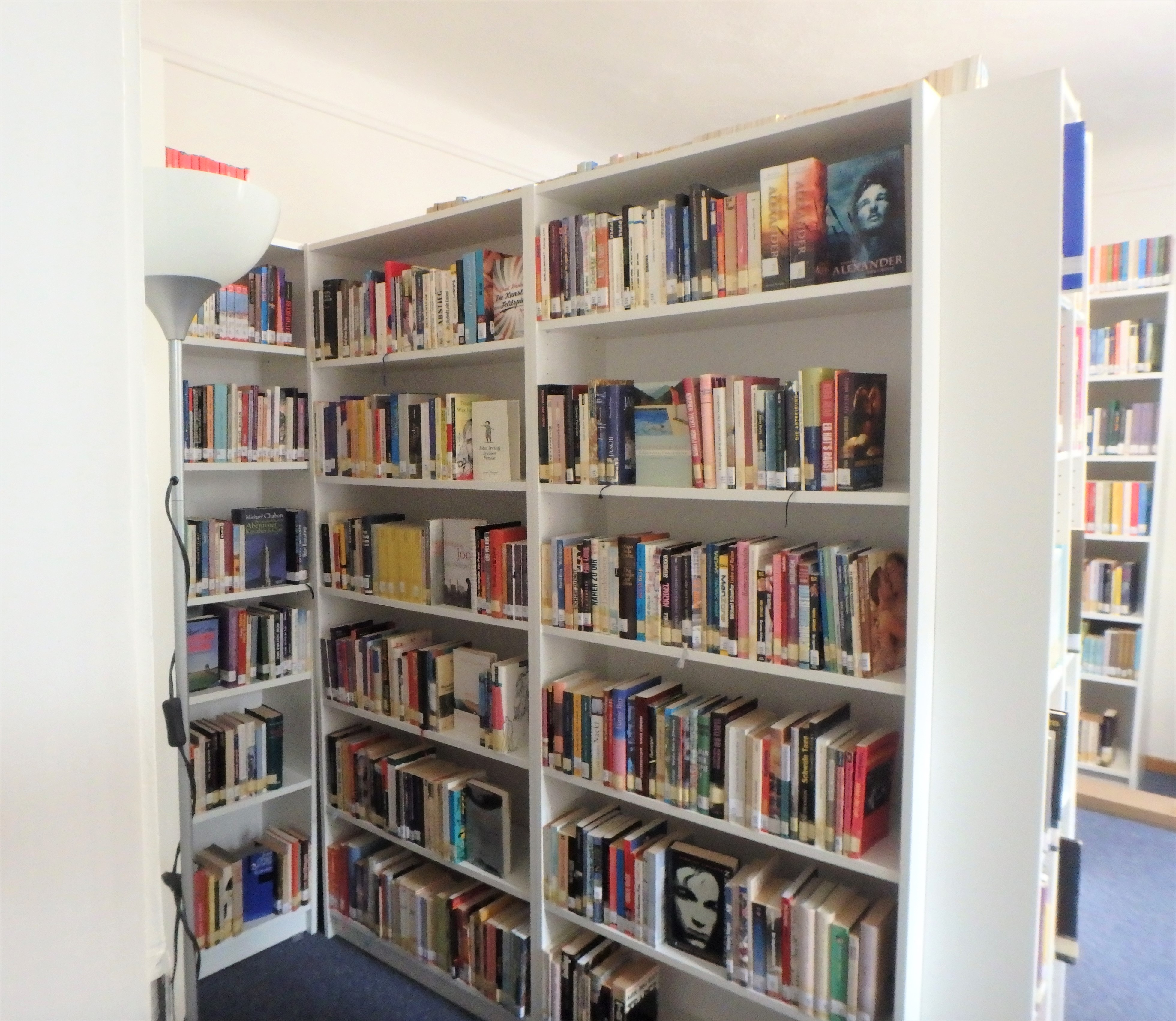
Bibliotheksraum

Die Lesben- und Schwulenbibliothek Düsseldorf (LuSBD) ist eine öffentlich zugängliche Spezialbibliothek und eine nicht kommerzielle Einrichtung in privater Trägerschaft. Sie befindet sich im historischen Bürgerhaus Angermund, Graf-Engelbert-Straße 9, in Düsseldorf. Die Nutzung der Bibliothek ist kostenlos.

## Ziele
Ziel der Bibliotheksarbeit ist das Sammeln und Erfassen LGBTIQA-relevanter Literatur, um sie der interessierten Öffentlichkeit zur Ausleihe zur Verfügung zu stellen. Das ehrenamtliche Bibliotheksteam möchte die Sichtbarkeit dieser speziellen Literatur fördern und einen Raum zum Austausch über die Themen Homo-, Bi-, Intersexualität und Transidentität bieten.

## Geschichte
Die Lesben- und Schwulenbibliothek Düsseldorf (LuSBD) wurde 1996 in den Räumen des Lesben- und Schwulenzentrums Düsseldorf e. V. (LuSZD) auf der Kronenstraße 76 in Düsseldorf-Bilk gegründet. Nach der Schließung dieses Zentrums wurde dem Bibliotheksteam ein neuer Bibliotheksraum im  Café Rosa Mond e. V. angeboten. Nachdem das Café Rosa Mond e. V., das zuletzt auf der Lierenfelder Straße 39 in Düsseldorf-Lierenfeld ansässig war,  aus finanziellen Gründen nach 30 Jahren Ende des Jahres 2008 ebenfalls seinen Betrieb einstellen musste, wurde der Bibliotheksbestand in den folgenden zehn Jahren in privaten Räumen eingelagert.
Im Frühjahr 2019 stellte der Angermunder Kulturkreis e. V. (AKK) einen Raum im  Bürgerhaus Angermund zum Betrieb der Bibliothek zur Verfügung. Am 19. Juli 2019 wurde die Bibliothek im Rahmen einer Lesung von  Lutz van Dijk in Düsseldorf-Angermund  wiedereröffnet.

## Bestand
Der Medienbestand umfasst über 7700 LGBTIQA-relevante Medien, wobei der Schwerpunkt der Sammlung auf belletristischer Literatur mit homosexuellen Inhalten liegt. Daneben wird auch Sachliteratur aus unterschiedlichen Fachgebieten (Männer- und Frauenbiografien, Geschichte, Psychologie, Feminismus, Literaturwissenschaft, Reise, Kunst, HIV und Gesundheit) gesammelt, sofern sie für das übergeordnete Thema von Relevanz ist. Seit der Wiedereröffnung im Jahr 2019 wurden neben queerer Literatur vor allem Titel zu den Themen Transidentität und Intersexualität  sowie Kinder- und Jugendliteratur neu angeschafft. Der Bestand ist in einer Datenbank erfasst und über die Website der Bibliothek recherchierbar.

## Aktivitäten
Das Bibliotheksteam veranstaltet Lesungen und richtet in Düsseldorf-Flingern im Kürtenhof der AWO einen „Club der queeren Bücher“ aus. Die Teilnehmenden tauschen sich dort regelmäßig einmal im Monat über queere Literatur aus. Bisher fanden Lesungen mit Lutz van Dijk, Anne Bax und Ralf König statt. Jeden Monat werden außerdem Leseempfehlungen auf dem Onlineportal Düsseldorf Queer publiziert.

## Mitgliedschaften
Die Lesben- und Schwulenbibliothek Düsseldorf ist im November 2020 als Mitgliedsgruppe der LAG Lesben in NRW beigetreten. Seit der Fusion der LAG Lesben in NRW mit dem Queeren Netzwerk NRW e. V. ist die Bibliothek Mitgliedsgruppe des Queeren Netzwerk NRW. Das Bibliotheksteam nimmt seit 2019 regelmäßig an den Treffen des LSBTIQ+ FORUM DÜSSELDORF | Arbeitsgemeinschaft der Lesben-, Schwulen-, Bi- und Trans*-Gruppen teil. Die Bibliothek ist zudem Gründungsmitglied des Vereins Queeres Zentrum Düsseldorf e. V.